# Stazione di Ellera-Corciano
La stazione di Ellera-Corciano è una stazione ferroviaria posta sulla linea Terontola-Foligno. Serve il territorio comunale di Corciano, e in particolare la frazione di Ellera.
Da questa stazione aveva origine la linea per Tavernelle, una ferrovia a binario unico, rimasta in esercizio soltanto dal 1953 al 1960.